# جین هاوز
جین هاوِز (انگلیسی: Jean Havez؛ ‏ ۲۴ دسامبر ۱۸۷۲ – ۱۱ فوریهٔ ۱۹۲۵) آهنگساز، ترانه‌سرا، نویسنده و فیلم‌نامه‌نویس اهل ایالات متحده آمریکا بود.
از فیلم‌هایی که وی در آن نقش داشته‌است، می‌توان به بز، مهمان‌نوازی ما، ایمنی آخر از همه!، دکتر جک، پسر مامان‌بزرگ، هفت شانس، دهاتی ساده‌لوح و مردی که دریانورد شد اشاره کرد.